# Somatogyrus crassus
Somatogyrus crassus är en snäckart som beskrevs av Walker 1904. Somatogyrus crassus ingår i släktet Somatogyrus och familjen tusensnäckor. IUCN kategoriserar arten globalt som akut hotad. Inga underarter finns listade i Catalogue of Life.